# Igor Brinar
Igor Brinar, slovenski častnik (*1967)
Podpolkovnik (od 2022) Brinar je pripadnik 10. MOTB.

## Vojaška kariera
- poveljnik, motorizirana četa, 10. MOTB (2002)

## Odlikovanja in priznanja
- bronasta medalja Slovenske vojske (14. maj 2001)